# أودنسه

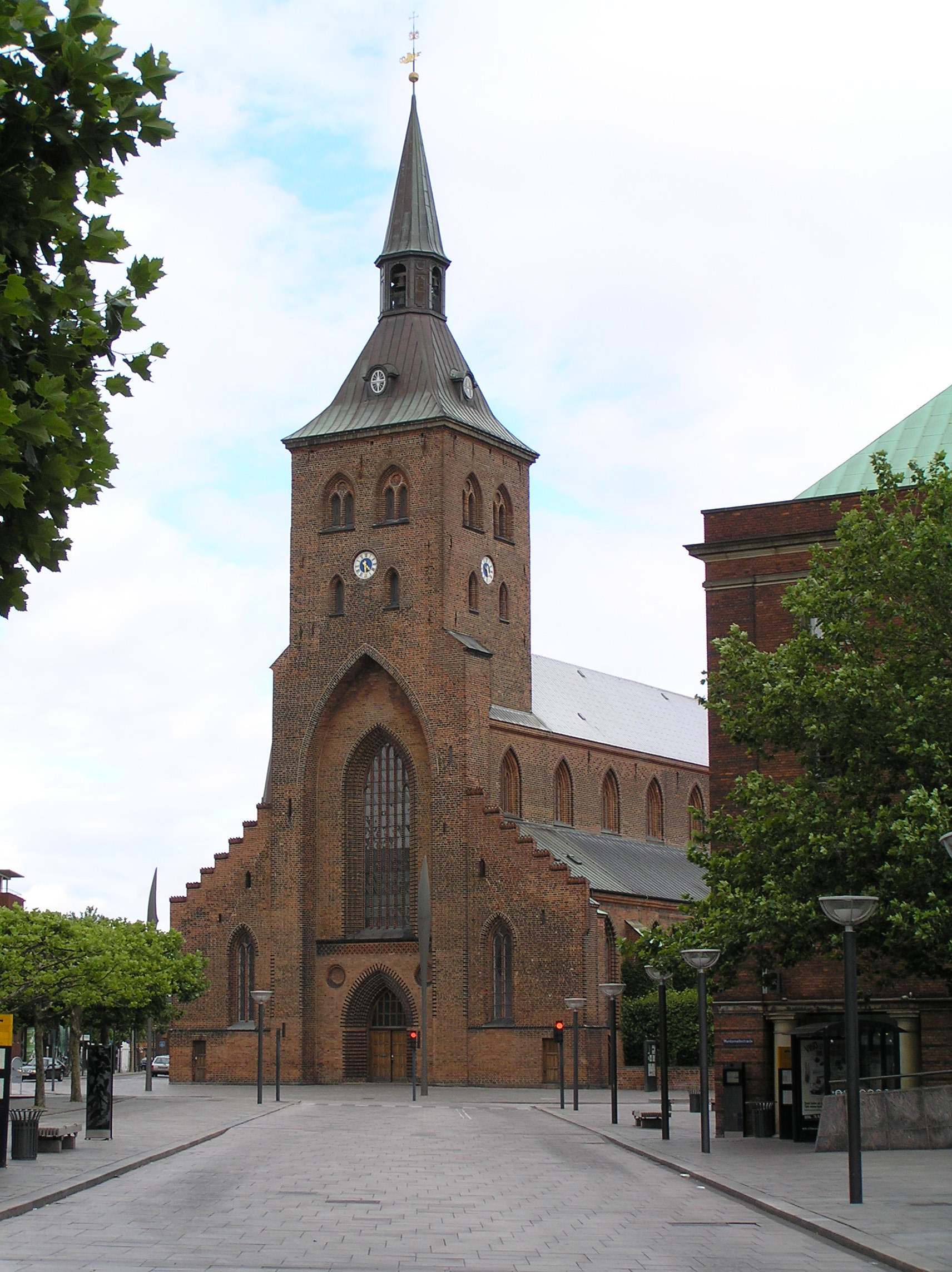
كاتدرائية في مدينة أودنسه

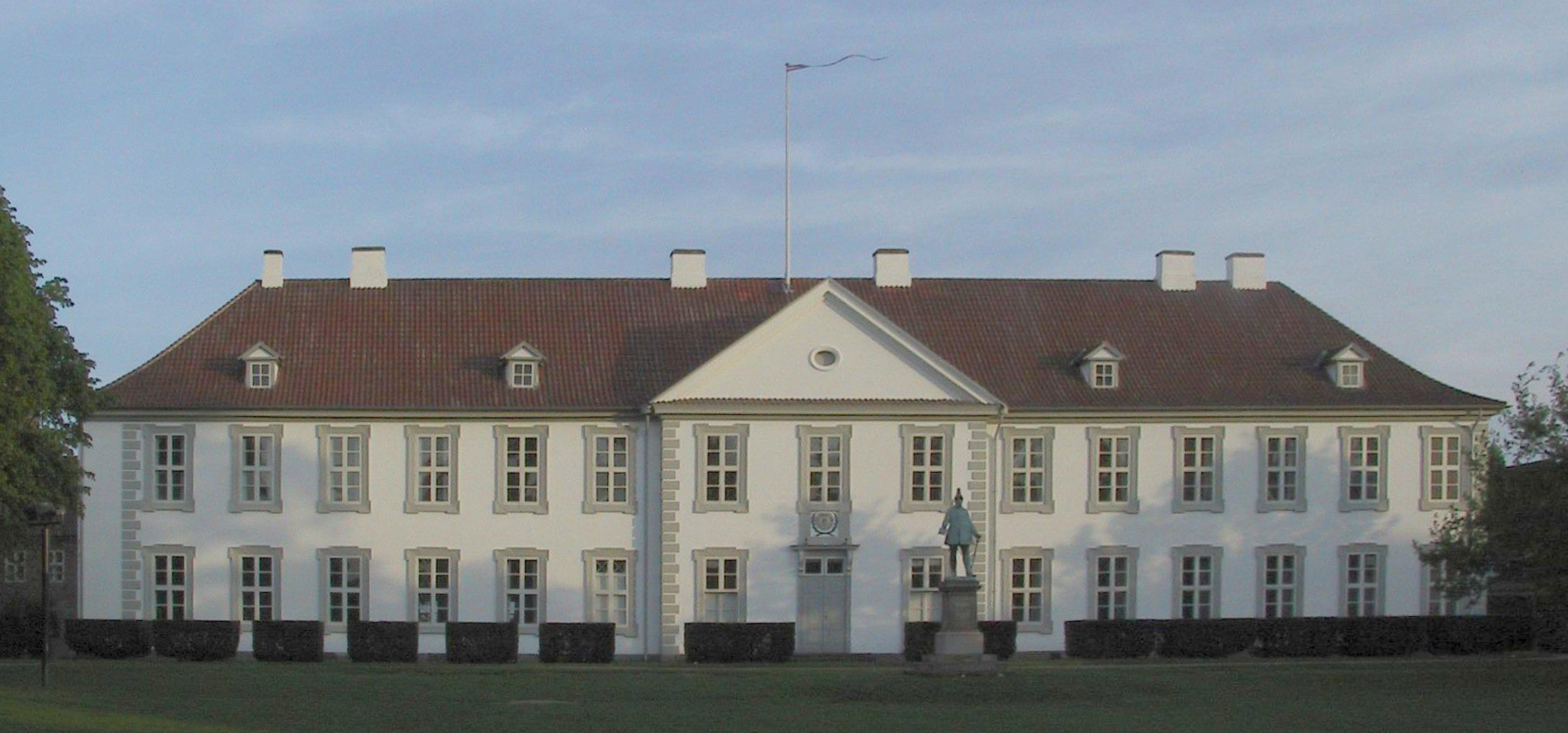
مبنى أثري في أودنسة

أودنسه (/ˈoʊdənsə/ تُنطق "أوه-دن-ساه")، هي ثالث أكبر مدينة في الدنمارك بعد كوبنهاغن وآرهوس، وأكبر مدينة على جزيرة فونين. بلغ عدد سكان المدينة اعتبارًا من 1 يناير 2024 حوالي 183,763 نسمة، بينما بلغ عدد سكان بلدية أودنسه 209,078 نسمة، مما يجعلها رابع أكبر بلدية في الدنمارك بعد بلديات كوبنهاغن وآرهوس وألبورغ. استخدمت يوروستات ومنظمة التعاون الاقتصادي والتنمية تعريفًا للمنطقة الحضرية الكبرى لأودنسه (المعروفة بالمنطقة الحضرية الوظيفية)، والتي تشمل جميع البلديات في مقاطعة فونين، ويبلغ عدد سكانها الإجمالي 504,066 نسمة حتى 1 يوليو 2022.
تقع أودنسه على بعد 45 كيلومترًا شمال سفيندبورغ، و144 كيلومترًا جنوب آرهوس، و167 كيلومترًا جنوب غرب العاصمة كوبنهاغن. كانت المدينة مقرًا لمقاطعة أودنسه حتى عام 1970، ثم لمقاطعة فونين من 1970 حتى 1 يناير 2007، عندما أصبحت مقاطعة فونين جزءًا من إقليم جنوب الدنمارك. ترتبط أودنسه ارتباطًا وثيقًا بالكاتب هانز كريستيان أندرسن، الذي يُشتهر بحكاياته الخرافية، وُلد في المدينة عام 1805 وقضى طفولته هناك.
شهدت منطقة أودنسه وجودًا بشريًا لأكثر من 4000 عام، رغم أن الاسم لم يُذكر كتابيًا إلا في عام 988، وبحلول عام 1070 كانت المدينة قد نمت لتصبح مدينة مزدهرة. في 10 يوليو 1086، تم اغتيال كنوت الرابع ملك الدنمارك، الذي يُعتبر آخر ملوك الفايكنغ، على يد فلاحين متمردين في دير سانت ألبان في أودنسه. على الرغم من أن المدينة أُحرقت في عام 1249 نتيجة صراع ملكي، إلا أنها تعافت بسرعة وازدهرت كمركز تجاري في العصور الوسطى. بعد فترة من التراجع، وضعت خطط تطوير واسعة النطاق في القرن الثامن عشر، مما أدى إلى إعادة بناء قصر أودنسه وبناء قناة تصل إلى ميناء أودنسه لتسهيل التجارة. في عام 1865، بُني أحد أكبر محطات السكك الحديدية في الدنمارك، مما زاد من عدد السكان والنشاط التجاري، وبحلول عام 1900 بلغ عدد سكان أودنسه 35,000 نسمة. كان برج أودين في أودنسه من أطول الأبراج في أوروبا عند بنائه عام 1935، لكنه دُمر على يد النازيين خلال الحرب العالمية الثانية. تأسست جامعة جنوب الدنمارك في عام 1966.
في الوقت الحاضر، تظل أودنسه المركز التجاري لفونين، وتضم منطقة تسوق بارزة تضم مجموعة متنوعة من المتاجر. توجد في المدينة عدة صناعات رئيسية منها مصنع الجعة ألباني وشركة غاسا، وهي أكبر موزع للخضروات والفواكه والزهور في الدنمارك. تضم المدينة قصر أودنسه الذي بناه الملك فريدريك الرابع، الذي توفي هناك عام 1730، ومسرح أودنسه، وأوركسترا أودنسه السيمفونية، ومتحف هانز كريستيان أندرسن الواقع في المنزل الذي وُلد فيه الكاتب الشهير. أما في مجال الرياضة، تضم أودنسه عدة أندية كرة قدم مثل OB، BM، B1909، وB1913، وفريق الهوكي المحترف أودنسه بولدوغز، كما تستضيف المدينة ماراثون هانز كريستيان أندرسن. تخدم المدينة مطار هانز كريستيان أندرسن ومحطة أودنسه التي تقع على الخط بين كوبنهاغن وشبه جزيرة جوتلاند.

## المناخ
يظهر الجدول التالي التغييرات المناخية على مدار السنة لأودنسه:
| البيانات المناخية لـأودنسه                                                  | البيانات المناخية لـأودنسه | البيانات المناخية لـأودنسه | البيانات المناخية لـأودنسه | البيانات المناخية لـأودنسه | البيانات المناخية لـأودنسه | البيانات المناخية لـأودنسه | البيانات المناخية لـأودنسه | البيانات المناخية لـأودنسه | البيانات المناخية لـأودنسه | البيانات المناخية لـأودنسه | البيانات المناخية لـأودنسه | البيانات المناخية لـأودنسه | البيانات المناخية لـأودنسه |
| الشهر                                                                       | يناير                      | فبراير                     | مارس                       | أبريل                      | مايو                       | يونيو                      | يوليو                      | أغسطس                      | سبتمبر                     | أكتوبر                     | نوفمبر                     | ديسمبر                     | المعدل السنوي              |
| --------------------------------------------------------------------------- | -------------------------- | -------------------------- | -------------------------- | -------------------------- | -------------------------- | -------------------------- | -------------------------- | -------------------------- | -------------------------- | -------------------------- | -------------------------- | -------------------------- | -------------------------- |
| الدرجة القصوى °م (°ف)                                                       | 11.2 (52.2)                | 13.4 (56.1)                | 18.5 (65.3)                | 27.4 (81.3)                | 28.8 (83.8)                | 31.6 (88.9)                | 33.4 (92.1)                | 33.6 (92.5)                | 27.7 (81.9)                | 23.0 (73.4)                | 15.8 (60.4)                | 12.4 (54.3)                | 33.6 (92.5)                |
| متوسط درجة الحرارة الكبرى °م (°ف)                                           | 3.1 (37.6)                 | 3.3 (37.9)                 | 6.1 (43.0)                 | 10.7 (51.3)                | 16.0 (60.8)                | 19.2 (66.6)                | 21.3 (70.3)                | 21.4 (70.5)                | 16.9 (62.4)                | 12.3 (54.1)                | 7.4 (45.3)                 | 4.5 (40.1)                 | 11.9 (53.4)                |
| المتوسط اليومي °م (°ف)                                                      | 1.0 (33.8)                 | 1.1 (34.0)                 | 3.1 (37.6)                 | 6.6 (43.9)                 | 11.6 (52.9)                | 14.7 (58.5)                | 16.6 (61.9)                | 16.5 (61.7)                | 13.0 (55.4)                | 9.2 (48.6)                 | 5.1 (41.2)                 | 2.5 (36.5)                 | 8.4 (47.1)                 |
| متوسط درجة الحرارة الصغرى °م (°ف)                                           | −1.5 (29.3)                | −1.4 (29.5)                | 0.1 (32.2)                 | 2.5 (36.5)                 | 6.7 (44.1)                 | 9.9 (49.8)                 | 11.7 (53.1)                | 11.5 (52.7)                | 8.9 (48.0)                 | 5.8 (42.4)                 | 2.4 (36.3)                 | 0.2 (32.4)                 | 4.7 (40.5)                 |
| أدنى درجة حرارة °م (°ف)                                                     | −21.6 (−6.9)               | −20.0 (−4.0)               | −14.9 (5.2)                | −5.3 (22.5)                | −2.0 (28.4)                | 1.7 (35.1)                 | 3.6 (38.5)                 | 4.2 (39.6)                 | −1.4 (29.5)                | −4.1 (24.6)                | −16.2 (2.8)                | −20.0 (−4.0)               | −21.6 (−6.9)               |
| الهطول مم (إنش)                                                             | 48.5 (1.91)                | 30.1 (1.19)                | 39.6 (1.56)                | 32.4 (1.28)                | 41.1 (1.62)                | 50.6 (1.99)                | 50.0 (1.97)                | 52.7 (2.07)                | 56.7 (2.23)                | 58.1 (2.29)                | 53.3 (2.10)                | 47.7 (1.88)                | 560.9 (22.08)              |
| متوسط أيام هطول الأمطار (≥ 0.1 mm)                                          | 16.4                       | 12.7                       | 14.7                       | 11.8                       | 11.0                       | 12.4                       | 12.4                       | 12.7                       | 14.8                       | 15.8                       | 16.7                       | 16.5                       | 168.0                      |
| متوسط الأيام المثلجة                                                        | 6.0                        | 4.4                        | 3.9                        | 1.1                        | 0.0                        | 0.0                        | 0.0                        | 0.0                        | 0.0                        | 0.0                        | 1.6                        | 3.3                        | 20.9                       |
| متوسط الرطوبة النسبية (%)                                                   | 88                         | 87                         | 84                         | 76                         | 73                         | 74                         | 74                         | 74                         | 80                         | 83                         | 87                         | 88                         | 81                         |
| ساعات سطوع الشمس الشهرية                                                    | 40                         | 61                         | 124                        | 179                        | 258                        | 265                        | 256                        | 224                        | 175                        | 101                        | 44                         | 28                         | 1٬755                      |
| المصدر: Danish Meteorological Institute (humidity 1961–1990, sun 1931–1960) |                            |                            |                            |                            |                            |                            |                            |                            |                            |                            |                            |                            |                            |

## توأمة
لأودنسه اتفاقيات توأمة مع كل من:
- كاتوفيتسه
- كالينينغراد (2000 - )
- برنو
- فوناباشي
- خرونينغن
- إكسان
- إزمير (1991 - )[14]
- كاوناس
- كييف (22 أبريل 1989 - )[15]
- كلاكسويك
- كوبافوغور
- بلدية أوسترسوند [الإنجليزية]‏
- شفيرين (1995 - )
- شاوكسينج
- سانت ألبانز
- تامبيري
- تروندهايم
- آبرناويك
- جيجيانغ
- كولومبوس
- بتاح تكفا
- بلدية نورشوبينغ [الإنجليزية]‏

## أعلام
- ثيغ بيترسن
- فريدريك الرابع ملك الدنمارك
- أنديرس ليندكارد
- شارل الأول، كونت فلاندرز
- ريتشارد مولر نيلسون
- هانس ياكوبسن
- آنيا أندرسن
- جاكوب لانج
- بريجيت، دوقة غلوستر
- مورتن لانج